# Conferenza di San Francisco
La conferenza delle Nazioni Unite per l'Organizzazione Internazionale (UNCIO) fu una conferenza di delegati provenienti da 50 nazioni Alleate che ebbe luogo dal 25 aprile al 26 giugno 1945 a San Francisco (Stati Uniti).
In questa conferenza i delegati riesaminarono e riscrissero gli accordi di Dumbarton Oaks. La conferenza portò alla creazione della Carta delle Nazioni Unite, che fu aperta alla firma dal 26 giugno. La conferenza fu presieduta dal diplomatico americano Alger Hiss. Una piazza nel centro di San Francisco, rinominata poi "UN Plaza", ricorda la conferenza. Si trova adiacente al Centro Civico della città.

## Stati partecipanti
Alla conferenza parteciparono 50 Stati. Il governo in esilio della Polonia non poté presenziare.
- Arabia Saudita
- Argentina
- Australia
- Belgio
- Bolivia
- Brasile
- Canada
- Cile
- Cina
- Colombia
- Costa Rica
- Cecoslovacchia (governo in esilio)
- Danimarca
- Ecuador
- Egitto
- El Salvador
- Francia (governo provvisorio)
- Grecia
- Guatemala
- Haiti
- Honduras
- Impero d'Etiopia
- Iran
- Iraq
- Libano
- Liberia
- Lussemburgo
- Messico
- Nicaragua
- Norvegia
- Nuova Zelanda
- Paesi Bassi
- Panama
- Paraguay
- Perù
- Regno Unito
  -  India Britannica
- Repubblica di Cuba
- Rep. Dominicana
- Siria
- Stati Uniti
  -  Commonwealth delle Filippine
- Turchia
- Unione Sovietica
  -  RSS Bielorussa
  -  RSS Ucraina
- Unione Sudafricana
- Uruguay
- Venezuela
- Jugoslavia
- Polonia (governo in esilio; assente)

Fonte:  Charter of the United Nations and Statute for the International Court of Justice (PDF), su treaties.un.org, United Nations, 1945.